# Nanomantodea
Nanomantodea – klad modliszek z podrzędu Eumantodea i infrarzędu Schizomantodea.
Grupa ta wyróżniona została w 2019 roku przez Chirstiana J. Schwarza i Rogera Roya na łamach „Annales de la Société entomologique de France”. Wyróżnienia dokonano na podstawie wyników analiz filogenetycznych. Zajmować ma ona pozycję bazalną w obrębie nanorzędu Cernomantodea w parworzędzie Artimantodea. Obejmuje dwie siostrzane nadrodziny:
- Chroicopteroidea Giglio-Tos, 1915
- Nanomantoidea Brunner de Wattenwyl, 1893

Modliszki o ciele osiągającym rozmiary od niewielkich po przeciętne. Dominują formy o krótkim przedpleczu. Skrzydła przedniej pary wykształcone są w tegminy o orzęsionej powierzchni. Genitalia są zmienne, jednak ich anatomię wywodzi się od pierwotnego planu budowy Cernomantodea. Wyraźne synapomorfie kladu nie są znane.
Zasięg grupy obejmuje krainy: palearktyczną, etiopską i madagaskarską, orientalną i australijską. W Palearktyce owady te ograniczone są do części azjatyckiej i reprezentowane tylko przez dwa rodzaje – Perlamantis i Amorphoscelis.